# 反逆者たちの懲罰
『反逆者たちの懲罰』（はんぎゃくしゃたちのちょうばつ、伊: Punizione dei ribelli, 英: Punishment of the Rebels）は、ルネサンス期のイタリアの巨匠サンドロ・ボッティチェッリが1481年から1482年にかけて制作した絵画である。フレスコ画。主題は『旧約聖書』「民数記」で語られているユダヤ人やコラの反乱のエピソードから取られている。
1470年代後半以降、ボッティチェッリの名声は広がり、フィレンツェの外からも注文が舞い込むようになった。その中で最も有名かつ重要なものが、ローマ教皇シクトゥス4世に招聘されたシスティーナ礼拝堂のフレスコ画による壁画装飾である。ボッティチェッリは『旧約聖書』および『新約聖書』から3つの場面と、11点の歴代教皇の肖像画を制作した。
システィーナ礼拝堂壁画の中でも最も重要な作品の1つとして知られる。

## 制作経緯

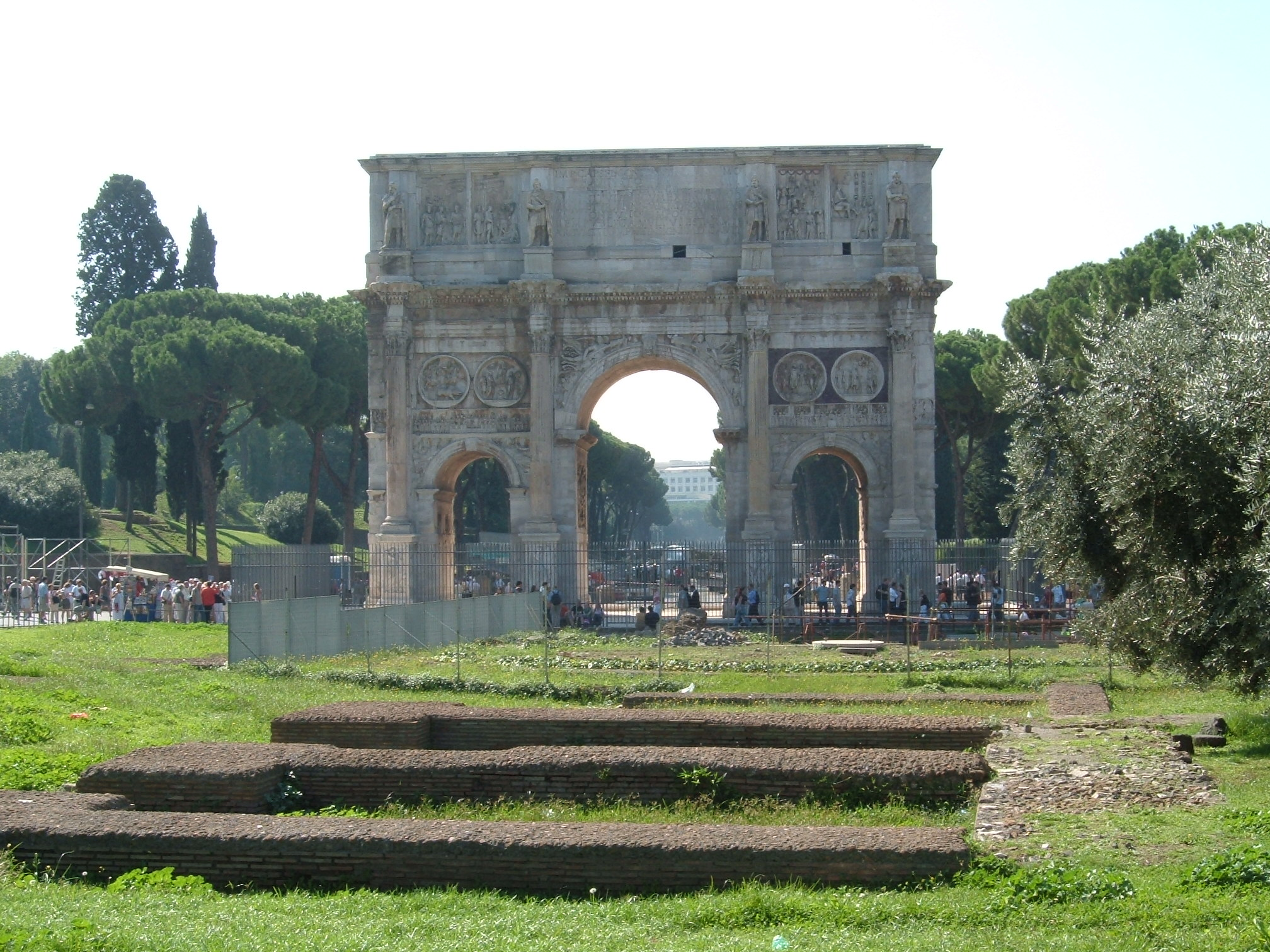
カンプス・マルティウスのコンスタンティヌスの凱旋門。

教皇シクストゥス4世は1477年から1480年にかけてヴァチカン宮殿の礼拝堂を建て直し、自身の教皇名にちなんでシスティーナ礼拝堂と名づけた。1480年10月27日、この礼拝堂の装飾事業のために、ボッティチェッリは他のフィレンツェの画家とともにローマに向けて出発した。これはフィレンツェの事実上の支配者であるロレンツォ・デ・メディチとシクストゥス4世の和解プロジェクトの一環であった。ローマではボッティチェッリはすでに当代一流との評価を受けていたコジモ・ロッセリ、ドメニコ・ギルランダイオ、ピエトロ・ペルジーノとともに、礼拝堂壁面中層に《モーセ伝》と《イエス・キリスト伝》の2つの連作を制作した。これらの連作では予型論の観点から『旧約聖書』と『新約聖書』が統一体であるという考えが示され、モーセはキリストの先駆的存在としてそれぞれ対応する場面が並べられた。制作にあたり、各画家は同じサイズの横長の画面を与えられ、ボッティチェッリは『モーセの試練』（Prove di Mosè）、『反逆者たちの懲罰』（Punizione dei ribelli）、『キリストの試練』（Prove di Cristo）を制作した。
ジョルジョ・ヴァザーリは教皇はボッティチェッリに装飾事業全体を任したと述べているが、近年の研究者の見解ではその役割を果たしたのはペルジーノと考えられている。画家たちは1481年7月から1482年5月にかけて壁画を制作した。制作に要した期間は11か月という驚くべき短さであった。これはボッティチェッリがフィレンツェのサンタ・マリア・デッラ・スカーラ病院で『受胎告知』（Annunciazione）を制作した後であり、ボッティチェッリは助手を使って3つの場面を描き上げた。1482年2月17日、礼拝堂の完成に必要な他の装飾のために契約が更新されたが、2月20日に彼の父が死去したため、フィレンツェに戻ることを余儀なくされた。

## 作品

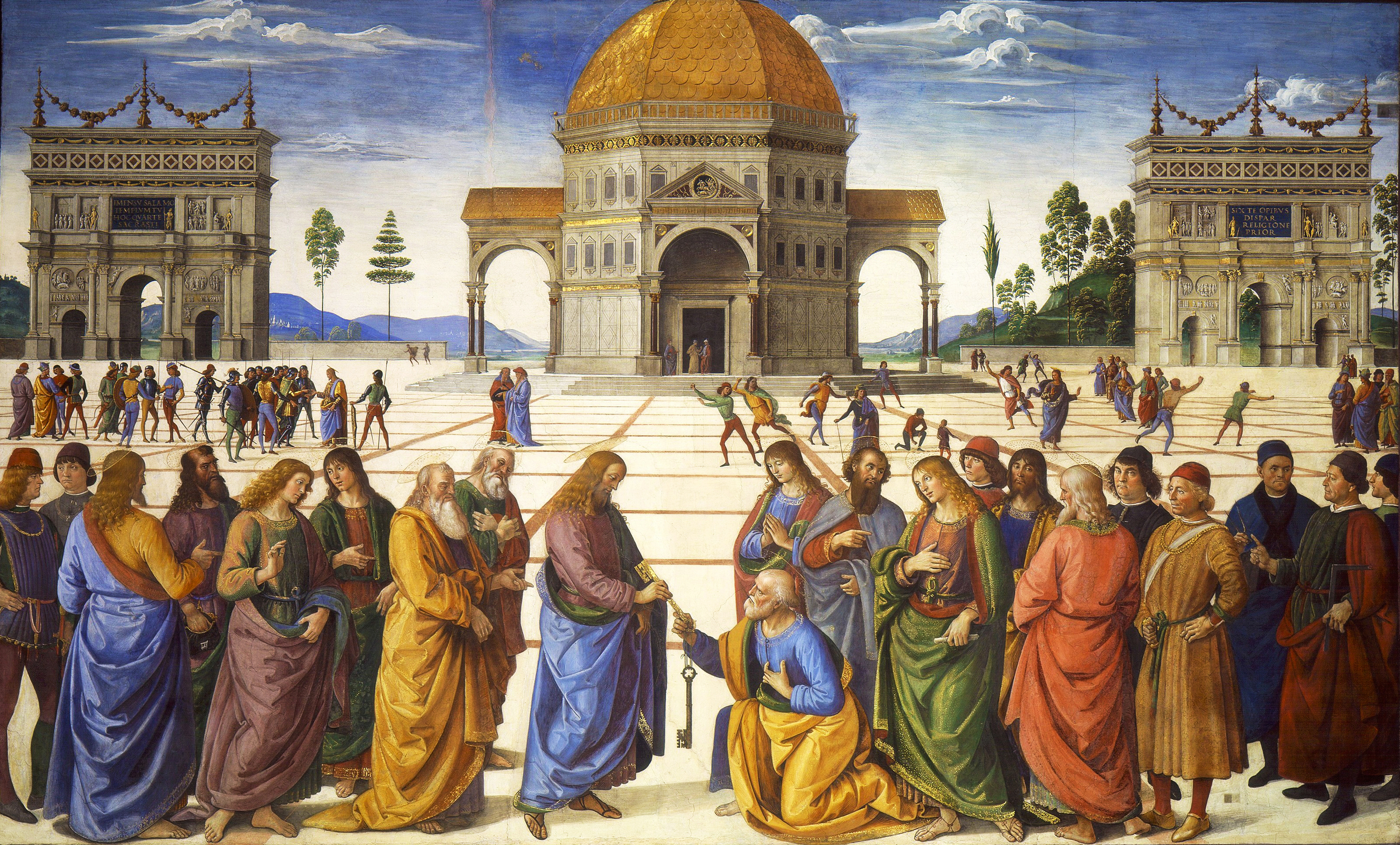
本作品と向かい合うピエトロ・ペルジーノの『聖ペテロへの天国の鍵の授与』。両作品は連作の中でともに教皇至上主義の中核を成している。

『反逆者たちの懲罰』は《モーセ伝》連作のうち6番目に位置し、「民数記」で言及されている反乱の伝承から3つの場面を異時同図法的に描いている。モーセは『モーセの試練』と同じく黄色い衣服と緑のマントをまとい、白髪とあごひげをたくわえた老人として描かれている。このフレスコ画はペルジーノが反対側の壁に描いた『聖ペテロへの天国の鍵の授与』（Consegna delle chiavi）と向かい合っている。

### 画面右
画面右側ではユダヤ人の反乱が描かれている。「民数記」13章によるとモーセは人を遣わして約束の地カナンを偵察させた。彼らは土地は豊かだが、そこで暮らす人々が精強であるのを見た。そこで彼らは見たとおりの報告をし、土地を奪うことは叶いそうにないと話した。しかしそれだけでなく約束の地を人々に悪く語った。すると人々は出エジプトの苦難に不満を爆発させ、自分たちをエジプトに戻してくれる指導者を求め、モーセを石で打ち殺そうとした。しかし彼らとともに約束の地を探りに行ったヌンの子ヨシュアとエフンネの子カレブがモーセをかばって反論した。神は多くの奇跡を見た後でも自分を信じない民に怒り、約束の地を悪く言った者たちを疫病で滅ぼした。
ここではボッティチェッリはモーセを殺そうとする群衆を描いている。彼らはみな石を握り、画面右端のモーセに詰め寄っている。モーセは彼らにひるんでいるが、ヨシュアが身を挺してモーセを守っている。

### 画面中央
画面中央では絵画の主題としては珍しいコラの反乱が描かれている。コラはレビの子ケハテの子イツハルの子である。ケハテの子孫は神の幕屋を運搬する役目が与えられており、他の人々よりもいっそう神に近い場所で仕えることを許されていた。ところがコラはそれに満足することができず、モーセや祭司職にあるアロンを妬み、レビ族を率いて反抗した。そこでモーセは彼らに自分たちが祭司職にふさわしいと思うなら、明日の朝、神聖な道具である火皿に炭を入れて香を焚き、神の幕屋に集まるように言った。神のために香を焚くのは祭司職の役目であり、それを破った者は死罪であった。もし彼らが祭司と同じ役目を果たすことが許されるならば、彼らは神の怒りを被らないはずである。しかし神は彼らに対して激しく怒り、幕屋から火が噴出してコラをはじめとする反抗者250人をことごとく焼き殺した。また大地が割れてコラの一族を呑み込んだ。
ボッティチェッリはアロンと同様に香を捧げようとして神の怒りを買う反抗者たちを描いている。祭司姿のアロンが画面中央奥で真すっぐに立ち、正しく香炉を振り動かしているのに対して、反抗者たちは神の怒りに討たれてよろめき、あるいは地に倒れ伏している。

### 画面左
画面左側では、コラの一族が割れた大地に飲みこまれる様子が描かれている。雲の上に立っている2人の人物はコラの息子たちである。「民数記」26章11節によるとコラの息子たちは死ななかったとあり、神の怒りを免れた彼らは大地に呑み込まれずに救われている。

## 解釈
画面中央背景の建築物はコンスタンティヌスの凱旋門に由来する。この凱旋門はペルジーノの『聖ペテロへの天国の鍵の授与』でも左右に2つ描かれており、おそらく初代教皇である聖ペテロによって教皇庁に与えられた主権をほのめかしている。凱旋門の中央にはラテン語で「アロンのごとく神の命を受けし者以外は、何者も神の名誉を我が物とするべからず」という銘文が刻まれており、神が任命した指導者に反抗する者には天罰が下ることを警告している。またボッティチェッリの描いた大祭司アロンが3つの環を重ねた教皇冠（三重冠とも）を被っていることは、アロンが教皇の先駆的存在であることを表している。
こうした描写は当時の政治情勢と密接な関係がある。というのも、当時、教皇および教会の主権を疑問視し、公会議に教皇以上の権限を与えようとする意見が強まっていたからである。実際にクロアチアのカルニオラ大司教アンドレアス・ジャモメッティッチ（Andreas Jamometić）は公会議を通じて教皇職の改革を議論しようとした。
これに対してボッティチェッリの『反逆者たちの懲罰』はモーセの伝説を通じて教皇の主権は神の与えたものであり、侵さざるべきものであると主張している。そしてその主権は直接的にはキリストが聖ペテロに天国の鍵を授与したことに由来する。『反逆者たちの懲罰』と『聖ペテロへの天国の鍵の授与』の2作品が言わんとしていることは、教皇の主権はモーセからキリストを通じて初代教皇である聖ペテロに委譲されたものであり、歴代教皇に引き継がれてゆくべきものであるという主張である。このように向かい合う両作品が連作における教皇至上主義の中核を成していることは明らかであり、単に『旧約聖書』と『新約聖書』の内容を照らし合わせているだけでなく、考え抜かれた構成によって教皇（シクトゥス4世）の権力の正統性を謳い上げている。
なお、アンドレアス・ジャモメッティッチは1481年と1482年に投獄されており、このため凱旋門の銘文はアンドレアス・ジャモメッティッチに対する言及とも解釈されている。

## ギャラリー

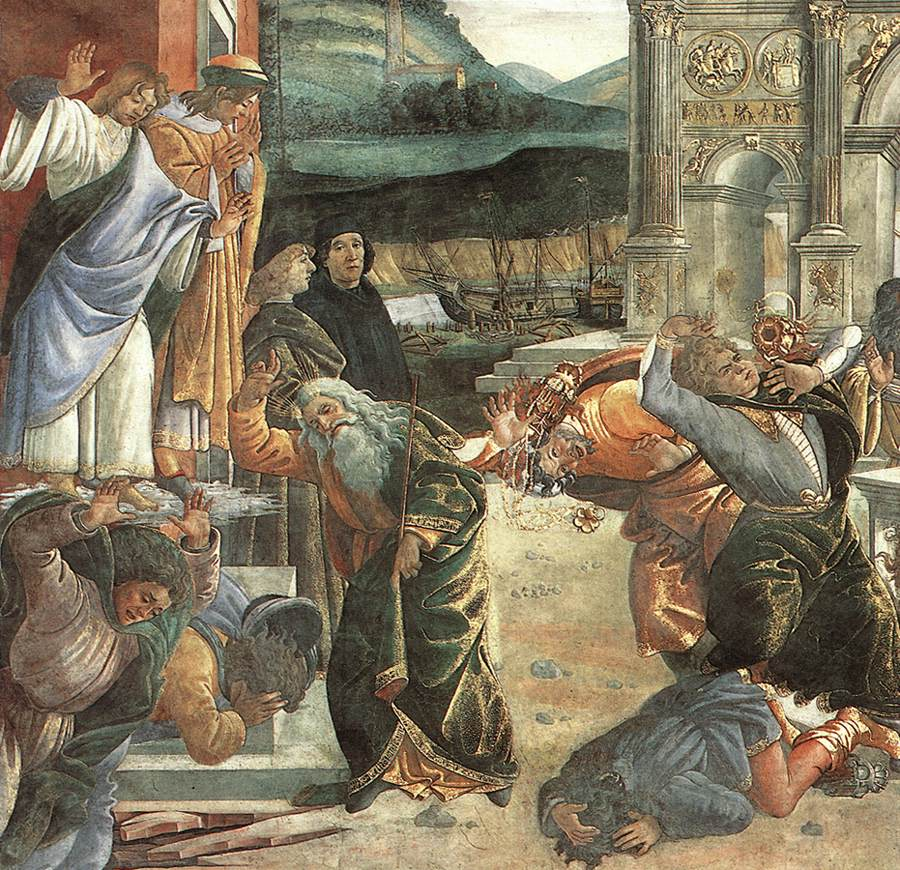
大地にのみ込まれるコラ（英語版）の一族と、その中で許されたコラの2人の息子たち（画面左）
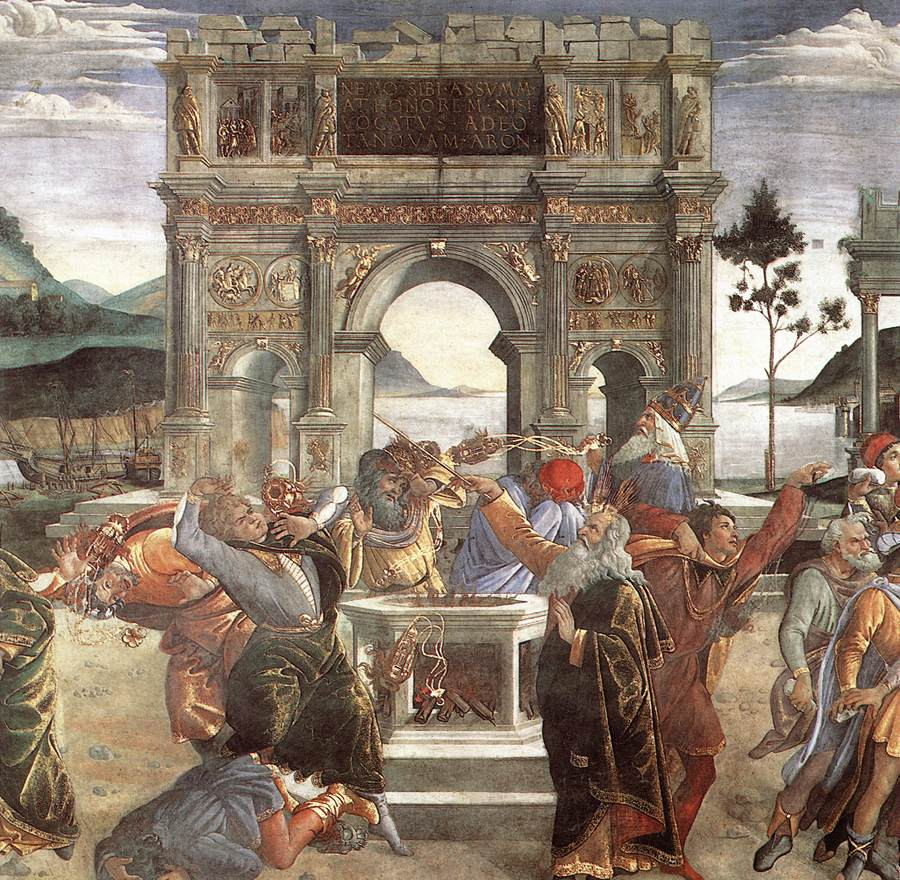
神の怒りをこうむる反抗者のコラたち（画面中央）
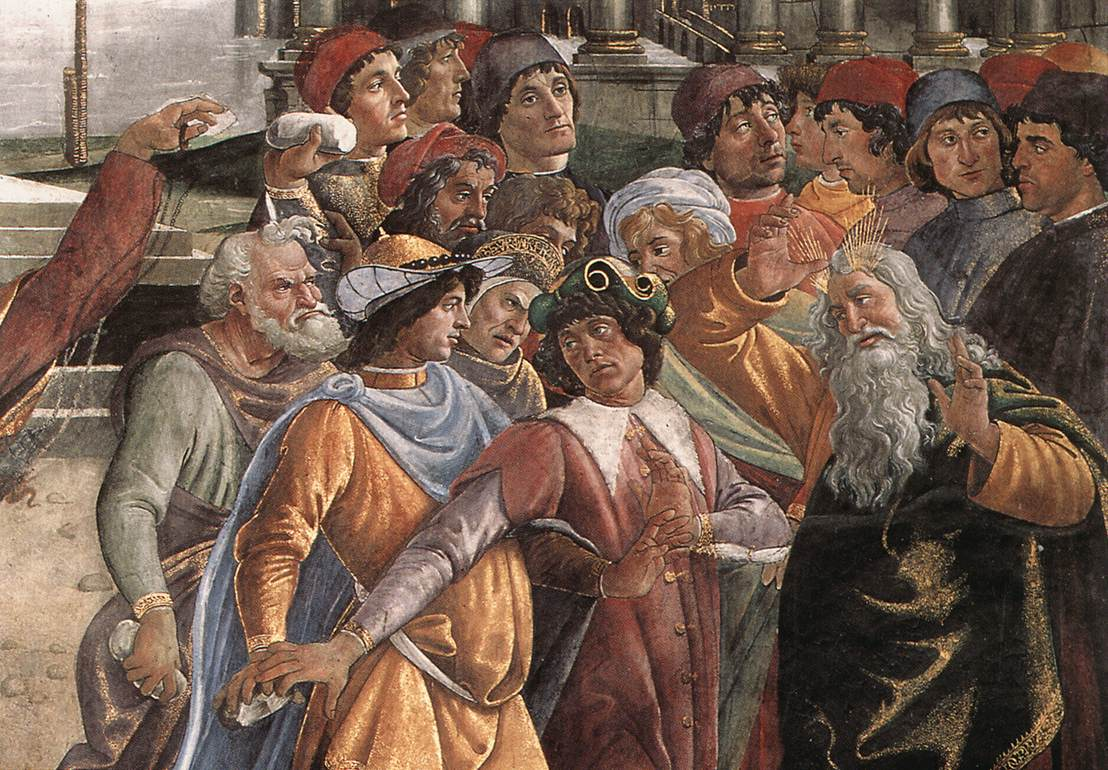
身を呈してモーセを守るヨシュア（画面右）

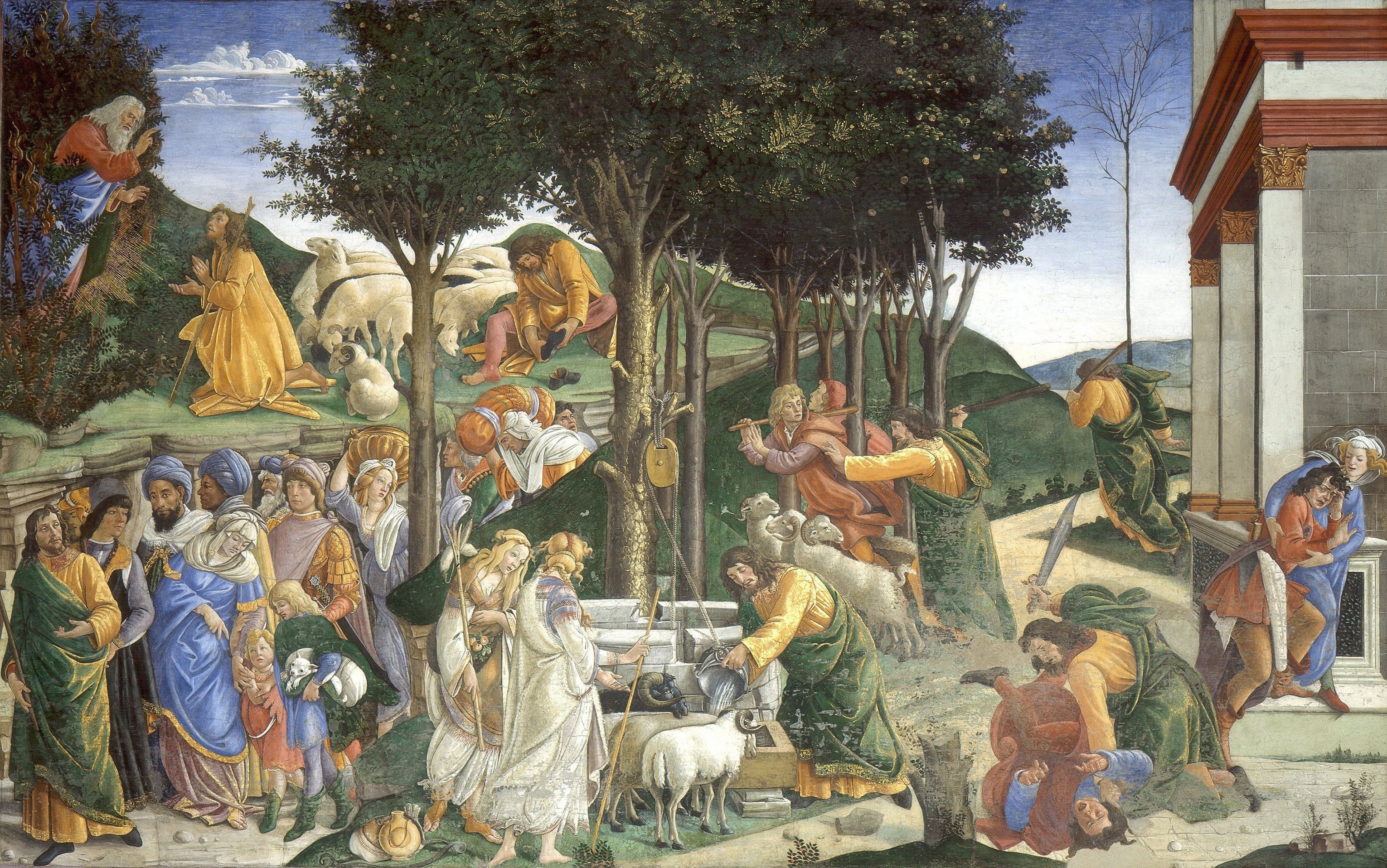
『モーセの試練』
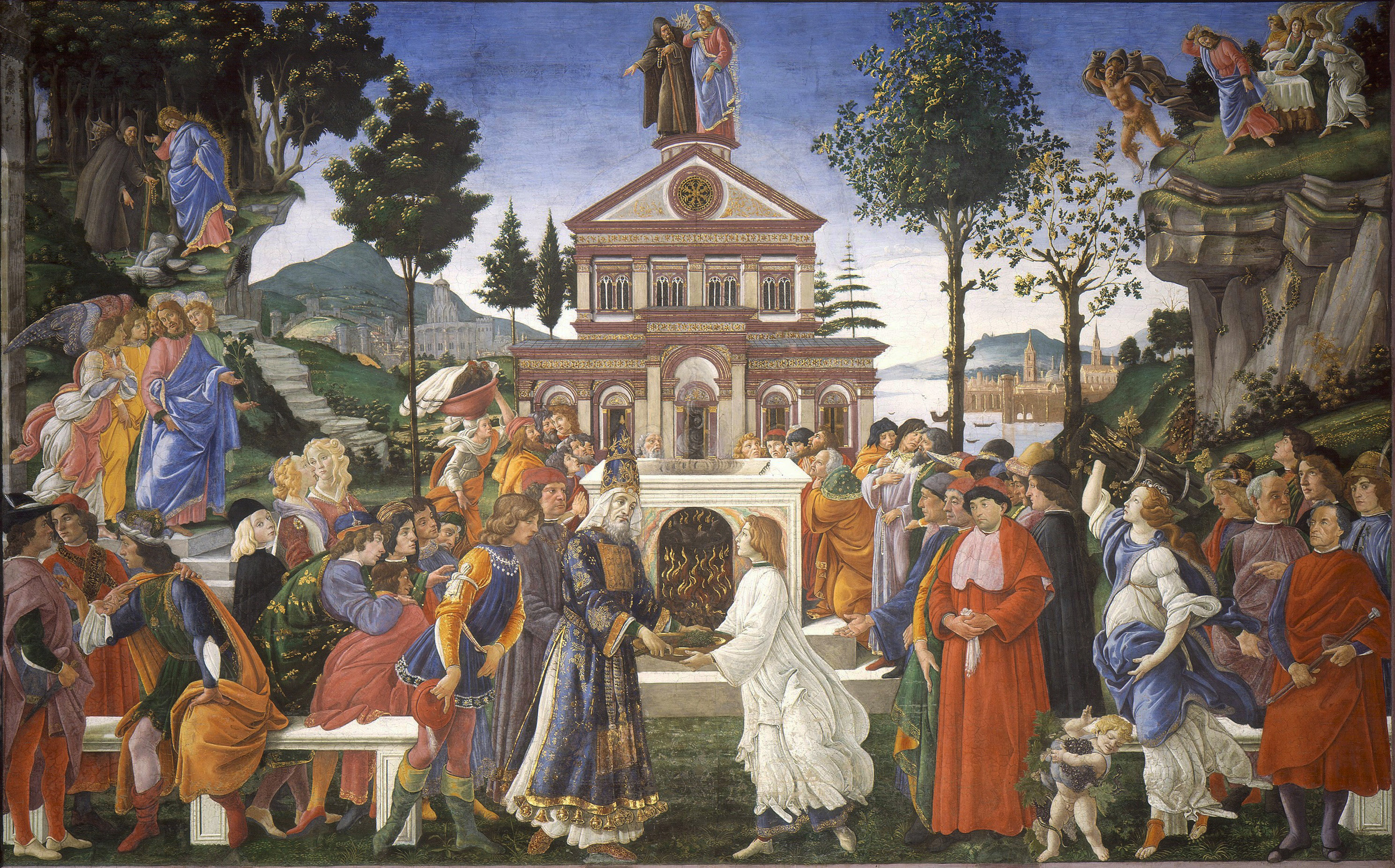
『キリストの試練』